# Gran campana
La Gran campana és una escultura d'Antoni Tàpies situada al Racó del Campanar de Sabadell. Elaborada el 1994 amb coure i aliatge de ferro, estany, plom, zinc i níquel, fa 1,8 x 2,4 x 1,37 m. Descansa directament sobre la peanya de formigó, sense cap altre element de sustentació La va realitzar la Foneria Barberí d'Olot per encàrrec de l'Ajuntament de Sabadell. És la tercera escultura pública firmada per Tàpies fora de Barcelona ciutat i Sankt Gallen (Suïssa).
Presenta un tall en què hi ha inserits dos marcs entrecreuats, formant una mena de creu grega de gran rellevància volumètrica. Inclou símbols com una creu en aspa i una inscripció capgirada en què es pot llegir, en autògrafs realitzats amb pintura blanca, “DE SONERE EMISIO”; hi ha ratllades la “R” i la “E” consecutives. Aquesta locució llatina al·ludeix al títol d'un llibre català del s. XVI que recollia les instruccions per fer convocatòries amb campanes. L'artista va voler que la campana perdés les seves connotacions religioses i l'elevà a símbol per considerar-la abric, aixopluc i recer en tenir en compte la seva utilització quan es feia cridar la població alertant-la del perill.